# Hugo Krok
Hugo Krok, född den 28 september 1874 i Jönköping, död den 8 december 1953 i Stockholm, var en svensk jurist. 
Krok avlade mogenhetsexamen i hemstaden 1892 och juris utriusque kandidatexamen vid Lunds universitet 1898. Efter tingsmeritering och tjänstgöring i underrätt och i Göta hovrätt, under åren 1914–1915 som adjungerad ledamot, blev han 1920 häradshövding i Gotlands södra domsaga. Krok avgick med pension 1942. Han vilar på Norra begravningsplatsen utanför Stockholm.